# La Verne
La Verne ist eine Stadt im US-Bundesstaat Kalifornien, Vereinigte Staaten. Das U.S. Census Bureau hat bei der Volkszählung 2020 eine Einwohnerzahl von 31.334 ermittelt.

## Persönlichkeiten
Mehrere Persönlichkeiten haben oder hatten eine Verbindung zu La Verne, darunter:
- Jessica Alba (* 1981) – Schauspielerin, Schülerin der Bonita High School 1997
- Noah Clarke (* 1979) – Hockeyspieler
- Glenn Davis (1924–2005) – American-Football-Spieler, Schüler der Bonita High School  1943
- Evan Ellingson (1988–2023) – Schauspieler
- Jeff Garcia (* 1970) – American-Football-Spieler, besitzt ein Haus in La Verne
- Maria Elena Zavala (* 1950) – Biologin und Hochschullehrerin